# ژان-کلود دووالیه
ژان-کلود دووالیه (کریول آییسینی: Bebe Dòk؛ ۳ ژوئیهٔ ۱۹۵۱ – ۴ اکتبر ۲۰۱۴) یک سیاست‌مدار اهل هائیتی بود.